# Sous-marin nucléaire d'attaque
Pour les articles homonymes, voir SNA et SSN.

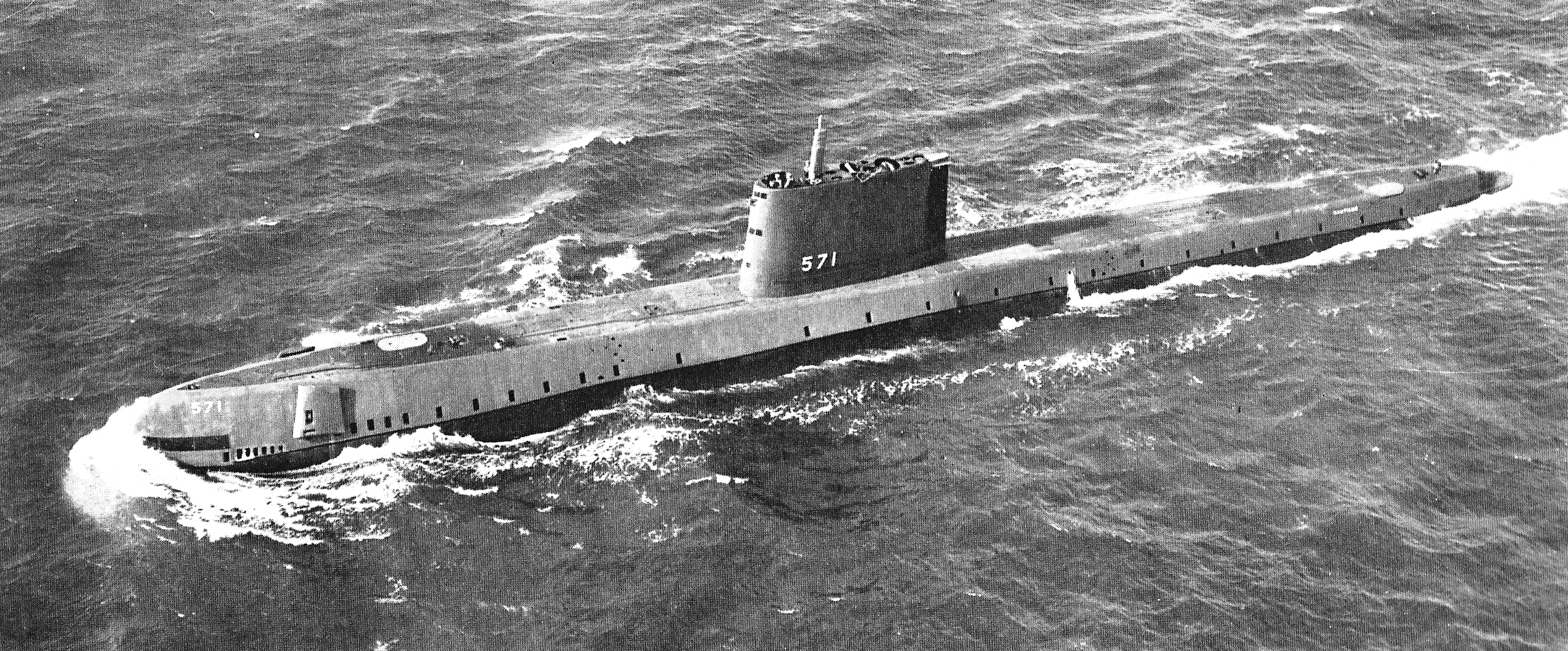
Le 1er SNA de l'Histoire, l' en 1955.

Les sous-marins nucléaires d'attaque (abrégés en SNA en français et SSN pour « Ship Submersible Nuclear » selon le code OTAN) sont des sous-marins à propulsion nucléaire. Contrairement aux SNLE qui ont pour seule mission la dissuasion nucléaire, les SNA sont destinés à des missions de protection, de renseignement et de projection de puissance.
Le premier de ce type de navires de guerre fut l'USS Nautilus de l'US Navy qui entra en service en 1955.

## Avantages par rapport aux sous-marins classiques
Les sous-marins d'attaque classiques (désignés dans le code OTAN par le code SSK) sont également conçus pour ces missions. La propulsion nucléaire, totalement indépendante de l'atmosphère, apporte aux SNA un avantage déterminant en mobilité et en discrétion :
- Alors que les sous-marins classiques sont contraints de remonter en surface (ou de recourir à l'immersion périscopique en utilisant un schnorchel) pour alimenter les moteurs diesel en air (oxygène) et ainsi recharger leurs batteries électriques après quelques dizaines d'heures de plongée aux moteurs électriques (quelques jours pour ceux dotés de propulsion AIP), les rendant ainsi détectables et vulnérables, les sous-marins à propulsion nucléaire peuvent rester plusieurs mois en plongée, préservant ainsi leur discrétion.
- Ils peuvent également conserver longtemps des vitesses importantes en plongée, vitesses qu'un sous-marin classique ne maintient que quelques dizaines de minutes en vidant entièrement ses batteries.

## SNA par pays
Voir article connexe pour opérationnel

### Chine

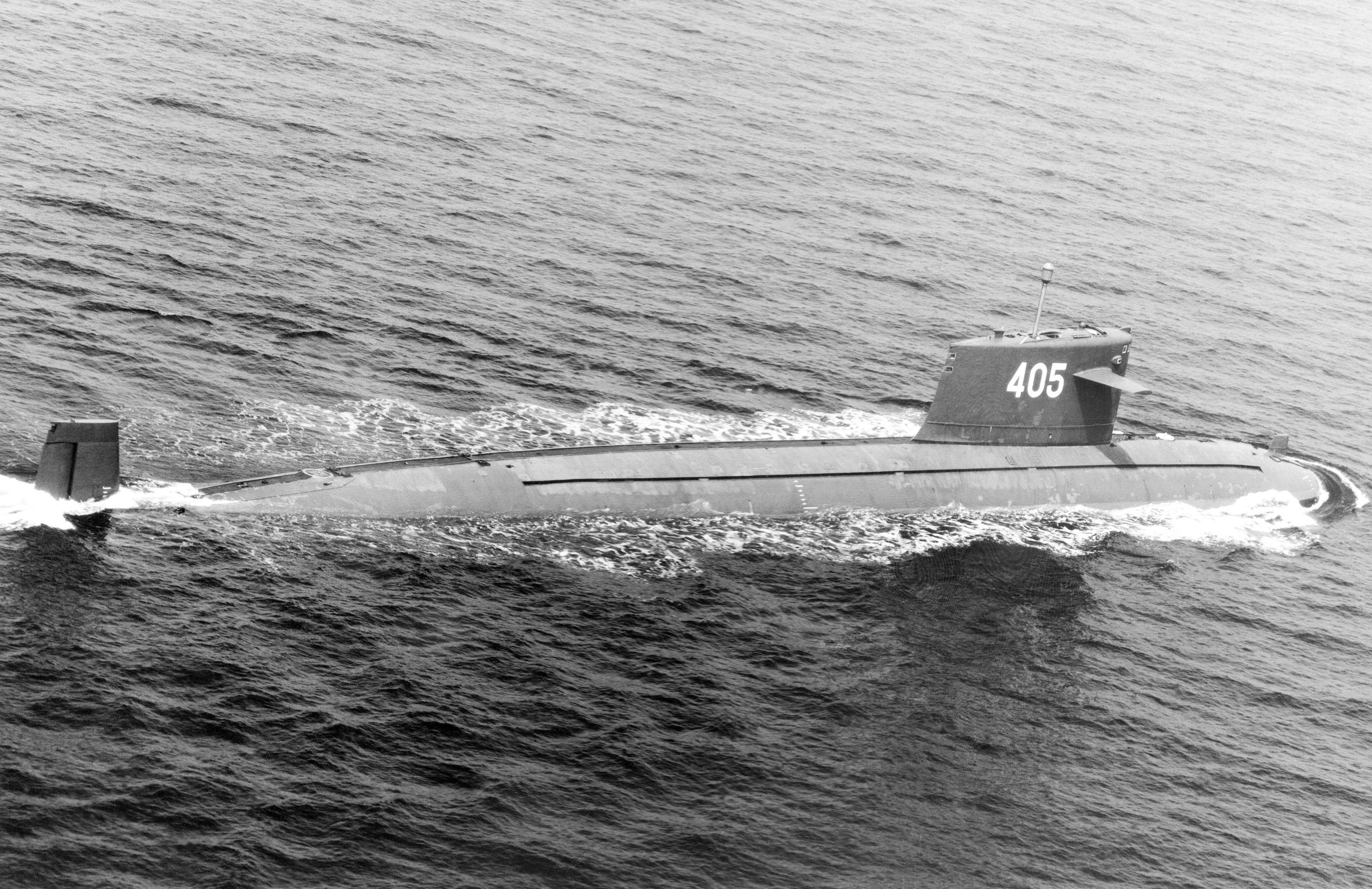
Sous-marin nucléaire de la marine de la république populaire de Chine de type 091.

La marine chinoise a mis en service son premier SNA en août 1974, retiré aux alentours de 2000, celui-ci a été transformé en 2016 en navire-musée. Cinq de ses navires du Type 091 (en) (Code OTAN : Classe Han) ont été lancés entre 1970 et 1990. Basés à Qingdao, ils commencent, dans les années 2000, à être relevés par les navires Type 093 (en) (Classe Shang) dont le premier est entré en service en décembre 2006 construit à six unités puis par les Type 095 (en) qui doivent entrer en service dans les années 2020.

### États-Unis
L'United States Navy a été la première marine à utiliser la propulsion nucléaire navale. Dans la seconde moitié des années 1980, elle a aligné jusqu'à une centaine de SNA. Avec le retrait en 1990 du dernier exemplaire de sous-marin conventionnel de la classe Barbel, tous ses sous-marins de combat sont à propulsion nucléaire. Avec la disparition de la marine soviétique, elle dispose, de loin, de la plus importante flotte de sous-marins nucléaire d'attaque avec 50 SNA en août 2021,, chiffres en nette baisse depuis la fin de la guerre froide avec un record de 96 SNA en 1987 et le retrait des premières classes de SNA.

Elle dispose à cette date de :
- 28 SNA de la classe Los Angeles en service sur les 62 construits
- 3 SNA de la classe Seawolf
- 19 SNA de la classe Virginia (trente à terme)

### France
Pour un article plus général, voir forces sous-marines françaises.

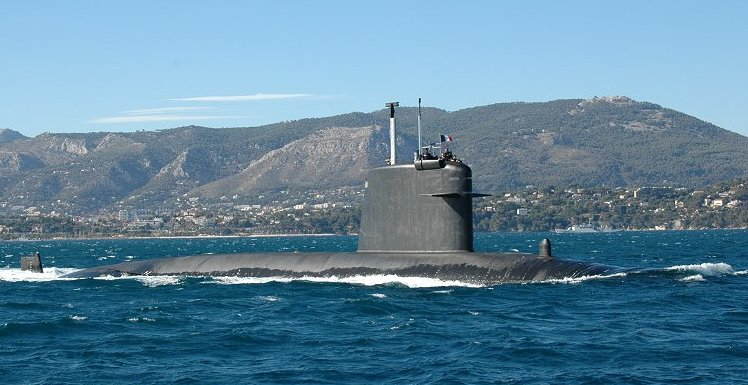
Le SNA de la Marine nationale.

Six SNA de classe Rubis sont entrés en service dans la Marine nationale entre 1983 et 1993. Ils sont basés dans le port militaire de Toulon. Les SNLE étant basés à celui de Brest, à l'île Longue. Les Rubis sont la seule classe de sous-marins d'attaque actuellement en service depuis le retrait des derniers sous-marins à propulsion classique en 2001. L’escadrille des sous-marins d’attaque (ESNA) dépend de la Force océanique stratégique qui a assimilé les forces sous-marines à la fin du XXe siècle.
En 2023, trois sous-marins classe Rubis restent en service, l'Émeraude, l'Améthyste et la Perle.
Un programme de remplacement par six SNA du Programme Barracuda (classe Suffren) a démarré le 21 décembre 2006. Le premier bâtiment, le Suffren est lancé le 12 juillet en 2019. D'une longueur de 99 mètres et d'un diamètre de 8,8 mètres, il est armé de missiles de croisière navals, de torpilles lourdes filoguidées F21, de missiles antinavire Exocet SM39 modernisé et de capacité de mouillage de mines. Sa propulsion est hybride : un réacteur à eau pressurisée dérivé des chaufferies équipant les SNLE type Le Triomphant et le porte-avions Charles de Gaulle, deux turbines de propulsion, deux turbo alternateurs et deux moteurs électriques. Son immersion maximale est confidentielle mais peut dépasser 300 mètres de profondeur. Son équipage est de 65 personnes, plus commandos, et sa disponibilité est supérieure à 270 jours par an. Le 3 juin 2022 à Brest, le Suffren entre officiellement au service actif.
Le second le Duguay-Trouin est livré en 2023.
Le troisième Le Tourville est livré fin 2024, il précède les trois derniers prévus pour cette décennie, le De Grasse en 2026, le Rubis en 2027 et le Casabianca en 2029.

### Inde
Entre 1988 et 1990, l'Inde a loué à la marine soviétique le sous-marin nucléaire lanceur de missiles de croisière de classe Charlie K-43 sous le nom INS Chakra.
Le 26 juillet 2009, la marine indienne a inauguré son premier sous-marin nucléaire fabriqué localement. Le nom du sous-marin connu auparavant sous le nom de code Advanced Technology Vessel est Arihant ce qui signifie « Destructeur d'ennemis ». Bien que dérivé d'un SNA soviétique, il est classé comme SNLE car pouvant emporter de quatre à douze missiles balistiques à charge nucléaire.
En 2012, l'Inde loue pour dix ans, un exemplaire de la classe Akula (russe), le K-152 Nerpa également sous le nom de INS Chakra pour un montant de 920 millions de dollars. Il retourne en Russie en mai 2021. Un troisième sous-marin serait loué à partir de 2025.

### Royaume-Uni

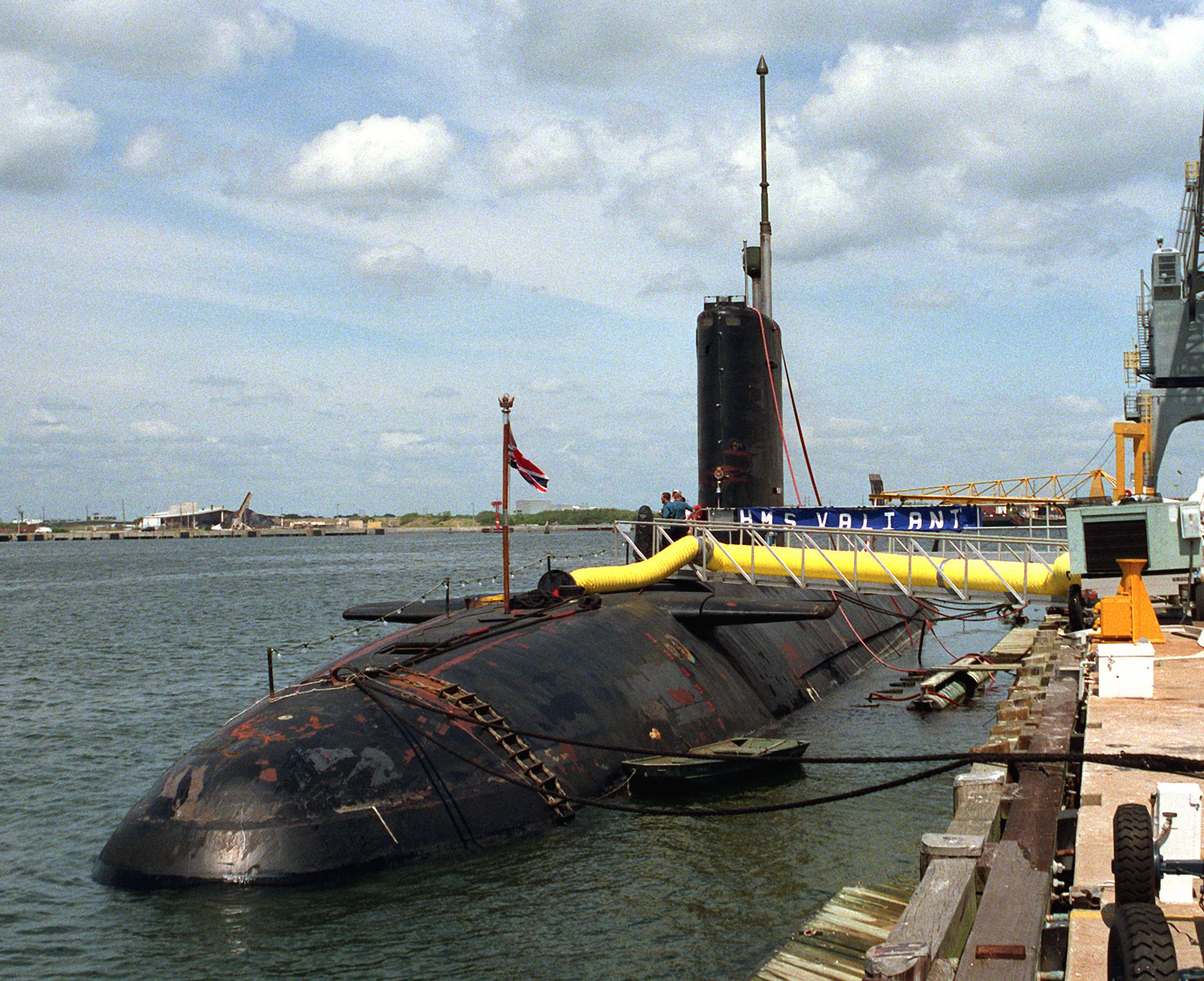
Le premier sous-marin de la classe Valiant, le 2e SNA britannique.

Le premier SNA de la Royal Navy fut le HMS Dreadnought mis sur cale en 1959 et entré en service en 1963. Le Royaume-Uni devient ainsi le troisième pays à mettre en œuvre la propulsion nucléaire.
Lors de la guerre des Malouines, l'un des trois SNA dépêchés sur zone, le HMS Conqueror, a effectué le premier et l’unique torpillage réalisé par un SNA en envoyant par le fond le croiseur ARA General Belgrano argentin.
En 1990, 17 SNA sont en service, mais leur nombre après la fin de la guerre froide décroît rapidement.
En 2009, la Royal Navy dispose de huit SNA. Un de la classe Swiftsure, en service jusqu'en 2010, et sept SNA de la classe Trafalgar, mis en service de 1983 à 1991. Fin 2015, sa flotte comporte sept unités, quatre Trafalgar et trois Astute. À terme tous ces sous-marins devraient être remplacés par sept sous-marins de la classe Astute dont le premier exemplaire a été lancé en 2010.

### URSS / Russie

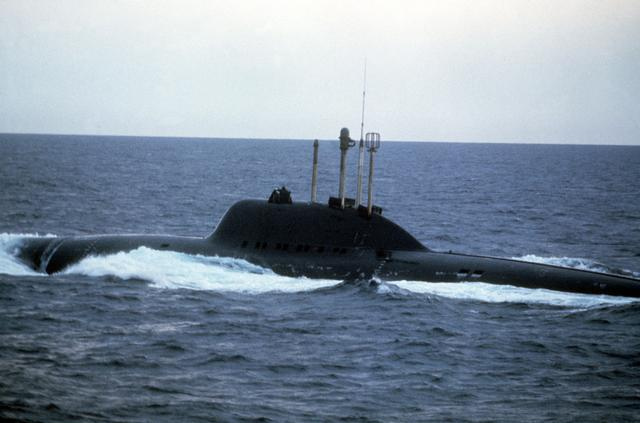
Un Alfa en 1983. Ils furent les sous-marins les plus rapides du monde.

Le complexe militaro-industriel soviétique a construit la plus grande flotte de sous-marins nucléaire de l'Histoire durant la Guerre froide.
Au 1er octobre 1985, la marine soviétique disposait d'un total de 371 sous-marins dont 76 SNA et 49 SSGN, les sous-marins nucléaires étant construits sur 4 chantiers navals.
La Russie dispose en 2010 d'une flotte de 18 SNA dont seulement huit sont opérationnels.
Elle se compose de huit Akula, deux autres se trouvant en réserve, sept SNA de la classe Victor III (en) et de trois SNA de la Classe Victor.

#### 1regénération
Le 1er SNA soviétique K-3 de la classe November est construit par le chantier naval Sevmash de Severodvinsk, lancé le 9 août 1957, et déclaré opérationnel le 17 décembre 1958.

#### 2egénération
- Classe Victor : mis en service par l'Union soviétique autour de 1967.

- Classe Alfa : Mise en service en 1972, total de 6 exemplaires de série du projet 705 fut construit, entre 1974 et 1983, et mis en service au sein de la Flotte du Nord. Retiré du service en 1997.

#### 3egénération
- Classe Akula, mis en service en 1984;
- Classe Oscar : sous-marins nucléaire lanceur de missiles de croisière (SSGN), mis en service en 1981.

#### 4egénération
- K-278 Komsomolets ou Projet 685 Plavnik. Projet de développement pour la 4e génération

- classe Iassen : Le 30 décembre 2013, le premier sous-marin été livré à la Marine russe

### Comparaison des caractéristiques des principaux SNA
| Caractéristique                        | Suffren                          | Rubis                            | Los Angeles | Virginia                     | Oscar                                                                                      | Akoula                                                                  | Iassen                                                                                        | Astute             |
| -------------------------------------- | -------------------------------- | -------------------------------- | --- | ---------------------------- | ------------------------------------------------------------------------------------------ | ----------------------------------------------------------------------- | --------------------------------------------------------------------------------------------- | ------------------ |
| Pays                                   | France                           | France                           | États-Unis | États-Unis                   | Russie                                                                                     | Russie                                                                  | Russie                                                                                        | Royaume-Uni        |
| Mise en service                        | 2021-2029                        | 1976-1993                        | 1972-1996 | 2004-                        | 1980-1991                                                                                  | 1984-2001                                                               | 2013-                                                                                         | 2007 -             |
| Unités construites/à construire (2025) | 3/6                              | 6/0                              | 62/0 | 19/17                        | 13/0                                                                                       | 15/0                                                                    | 3/6                                                                                           | 4/3                |
| Longueur                               | 99,5 m.                          | 73,6 m.                          | 110 m. | 115 m.                       | 134 m (I), 154,8 m (II)                                                                    | 110,6 m.                                                                | 139 m.                                                                                        | 97 m.              |
| Diamètre                               | 7,3 x 8,8 m.                     | 6,4 x 7,6 m.                     | 9,75 x 11 m. | 10 m.                        | 18,2 x 9 m.                                                                                | 10,4 x 13,6 m.                                                          | 13 m.                                                                                         | 11,3 m.            |
| Déplacement en plongée                 | 5 300 t.                         | 2 670 t.                         | 7 200 t. | 7900 t.                      | 18 300 t.                                                                                  | ~13000 t.                                                               | 13800 t.                                                                                      | 7800 tonnes        |
| Vitesse                                | 25 nœuds (46 km/h)               | 25 nœuds (46 km/h)               | 32 nœuds | 25 nœuds (46 km/h)           | 35 nœuds                                                                                   | 28 noeuds (52 km/h)                                                     | 28 noeuds (52 km/h)                                                                           | 29 nœuds (54 km/h) |
| Profondeur                             | 350 m.                           | 300 m.                           | 450 m. | > 240 m.                     | 520 m.                                                                                     | 520 m.                                                                  | 450 m.                                                                                        | > 300 m.           |
| Équipage                               | 70                               | 70                               | 127 | 135                          | 112                                                                                        | 90                                                                      | 85                                                                                            | 98                 |
| Armement                               | 4 tubes lance-torpilles 24 armes | 4 tubes lance-torpilles 14 armes | 4 tubes de 533 mm (26 torpilles Mk 48, missiles Sub-Harpoon,Tomahawk ou mines) 12 tubes de lancement verticaux CLS Mk 45 pour Tomahawk | 12 silos et 4 tubes 65 armes | 24 missiles P-700 Granit (3M45) 6 tubes lance-torpilles à l'avant (4 × 533 mm, 2 × 650 mm) | 14 tubes 40 torpilles 1 à 3 missiles anti-aériens Missiles de croisière | 40 silos et 10 tubes 32 à 40 missiles anti-navires ou mer-sol Missiles anti-aériens Torpilles | 6 tubes 38 armes   |

## Projets de SNA
Plusieurs nations ont tenté ou tentent d'avoir des sous-marins nucléaires dans leur marine militaire.

### Argentine
En juillet 1982, le général Nicolaides, nommé chef d'état-major après la Guerre des Malouines, s'était prononcé pour l'acquisition d'un sous-marin nucléaire à cause du rôle déterminant joué par ce système d'arme dans la défaite argentine. Dans l'opinion, la nécessité de disposer d'un tel bâtiment demeure pour pouvoir conquérir les Malouines. Le 4 juin 2010, le ministre de la défense argentin, Nilda Garré, annonce un projet d’équipement de bâtiments de la marine avec un système de propulsion nucléaire. On spécule alors que le sous-marin ARA Santa Fe (en) de la classe TR 1700 pourrait être équipé d'un réacteur nucléaire à la fin des années 2010.

### Australie
Le 15 septembre 2021, le gouvernement australien a annoncé vouloir mettre en œuvre des sous-marins nucléaires dans le cadre d'un nouveau pacte avec les États-Unis  et le Royaume-Uni nommé AUKUS. L'effectif devrait être de 8 SNA dotés de systèmes de propulsion nucléaire de technologie américaine.

### Brésil
La marine brésilienne a décidé de se lancer dans ce domaine en 1979. En septembre 2008, elle nomme un organisme de coordination générale pour son programme de développement de sous-marin nucléaire.
Le plan d'équipement et d'articulation de la marine brésilienne décidé en 2010 prévoit entre autres la construction de 6 SNA d'ici 2047. Ce programme se nomme SN-BR.
La conception du premier d'entre eux nommé Álvaro Alberto débute le 9 juillet 2012, il est alors prévu que celle-ci devrait se terminer en 2015, que la construction commence en 2016 à Itaguaí, pour se terminer en 2023, avec les essais à quai puis en mer. Le sous-marin devant alors entrer en service actif en 2025.
Mais, à la suite de restrictions budgétaires, il est décidé fin 2015, bien que son premier moteur construit par Jeumont-Schneider ait été livré en juin 2015 que sa construction soit reportée à 2025. Il subit de nouveaux retards et fin 2020, il ne verra pas sa production débuter avant 2022 et les suivants (quatre prévus en 2020) ne seront probablement pas commandés avant 2023/2024. La mise en service de l'Álvaro Alberto n’étant pas prévue avant 2033/2034. La marine brésilienne a approuvé la construction de SN-BR le 25 novembre 2021.
Les caractéristiques ont évolué avec le temps pour l'Álvaro Alberto. À l'origine la marine brésilienne annonce un déplacement de 6 000 t, une longueur de 100 m, un équipage de 100 personnes et une profondeur de 350 m, en date de 2016, on indique un déplacement de 2 700 t ce qui en fait l'un des plus petits SNA d'attaque au monde équipé d'une chaudière nucléaire électrogène à eau pressurisée RENAP-50 de 48 mégawatts construit au centre expérimental Aramar de Iperó. En 2017, on annonce une longueur de 90 m et un équipage de 70 marins.

### Canada
À la fin des années 1980, le gouvernement canadien, désireux de contrôler le Passage du Nord-Ouest avait envisagé d'acquérir 12 sous-marins nucléaires d'attaque français de la classe Rubis, pour la marine canadienne. Une concurrence sérieuse opposa à cette occasion la France et le Royaume-Uni qui voulait vendre ses sous-marins de type Trafalgar, mais la fin de la guerre froide et les difficultés budgétaires conduiront à l'abandon de ce projet.

### Italie
L'Italie avait envisagé en 1959 de se doter de sous-marins nucléaires d’attaque, mais les États-Unis ne souhaitèrent pas apporter leur aide et le projet fut abandonné. Le premier SNA italien aurait dû s’appeler Guglielmo Marconi. À ce jour, l'Italie n'a aucun sous-marin nucléaire.

### Pays-Bas
Le principe de la construction d'un SNA est annoncé en mai 1964 par les Pays-Bas et un premier crédit d'études est dans le budget de la défense de 1965. En février 1970, le ministre de la Défense déclare que son gouvernement s'intéresse au projet de construction de la classe Rubis alors à l'étude en France. Les États-Unis auraient refusé toute aide à ce projet, qui est resté sans suite.

### Suède
La marine suédoise a planché entre 1957 et 1962 sur le projet A-11A de petit sous-marin nucléaire d'attaque. C'était une des trois versions envisagées de la classe Sjöormen qui finalement a une propulsion diesel classique.

### Corée du Nord
En janvier 2021, lors de la réunion du Parti des travailleurs, le dirigeant nord-coréen Kim Jong-un a annoncé que son pays a mené à bien un plan visant à se doter d'un sous-marin nucléaire. « De nouvelles recherches de planification pour un sous-marin nucléaire ont été menées à bien et sont sur le point d'entrer dans le processus d'examen final », a-t-il déclaré. Lors de cette réunion il a également déclaré que « les États-Unis d'Amérique sont le plus grand ennemi de la Corée du Nord ». Il n'a pas précisé s'il s'agit d'un sous-marin nucléaire de type SNA ou de type SNLE.